# Giselpert de Vérone
Giselpert est le nom d'un noble lombard du milieu du VIIIe siècle qui fut duc de Vérone (dux Veronensium) de c. 745 à c. 762. Il est passé à la postérité pour avoir violé vers 760 le tombeau d'Alboïn, le roi lombard qui conduisit son peuple en Italie en 568. Alboïn avait été inhumé dans le palais ducal de Vérone, lieu de son assassinat en 572. L'historien des Lombards Paul Diacre (d'origine lombarde et contemporain de Giselpert) nous rapporte en effet à la fin du VIIIe s. que le duc de Vérone pénétra dans la tombe du premier roi lombard d'Italie pour s'approprier son épée -plus que des objets précieux selon l'historien italien Stefano Gasparri- afin de transfuser sur soi la « vertu » guerrière du roi, selon la vieille tradition germanique païenne qui laissait encore des traces chez les Lombards pourtant catholiques. Paul Diacre dit de Giselpert que, après avoir pris son épée et tout le mobilier précieux qu'il pouvait trouver dans la tombe, il « pérorait auprès des imbéciles, disant avec sa vantardise habituelle qu'il avait vu Alboïn ». 
En 762, on retrouve le duc Giselpert à Pavie, capitale du royaume lombard  où, sur l'ordre du roi Didier, il doit siéger pour un jugement en présence des viri illustres Bussio, maiordomus et le gastaldus Assiulf. 